# Del suelo no paso
Del suelo no paso es una película mexicana de 1959, protagonizada por Adalberto Martínez y María Duval. Fue dirigida por Santiago Urueta y cuenta con las actuaciones de Arturo Castro, Carlos Ancira, Lupe Carriles y el debut de Dacia González. El filme se estrenó el 20 de agosto de 1959.

## Sinopsis
Un poeta enamorado sin querer encuentra un collar muy valioso, para quedar bien con su futura suegra se lo regala sin saber que es muy caro y que le traerá muchos problemas.